# Pristella
Pristella (Pristella maxillaris) är en fisk i familjen laxkarpar. Den har en nära på genomskinlig muskulatur och arten hittas ibland i bräckt vatten.  Den finns i Brasilien, Guyana och Venezuela i nedre Amazonfloden. Normalt blir fisken 4,5 cm lång

## Pristella som akvariefisk
Detta är en inte särskilt krävande art som klarar en stor spännvidd i vattenkemin så länge kvalitén på vattnet är tillräcklig. Den föredrar mjukt, lite surt vatten, och kan även acceptera bräckt vatten. De flesta torrfoder och levandefoder accepteras. En temperatur på 21-28 grader funkar, men den nedre delen av intervallet bör inte användas under en längre tidsperiod. Den övre delen är till för uppfödning, som normalt är oproblematisk. I denna art så kläcks äggen efter runt en dag, och leken är inte särskilt svår, dock behövs kompatibla par.